# Geisterstunde im Kindergarten
Geisterstunde im Kindergarten ist eine in mehrere Sprachen übersetzte Bilderbuchgeschichte für Vorschulkinder des Autors Ulrich Karger und der Illustratorin Uli Waas.

## Inhalt

### Zusammenfassung
Erzählt wird von einer Kindergartengruppe, die zusammen mit ihrer Erzieherin in der Zeit um Halloween im Gruppenraum übernachtet. Es werden Verkleidungen fertiggestellt und Kürbisse für die Kerzen ausgehöhlt. Vor der „Geisterstunde“ unterhalten sich die Kinder beim Zähneputzen, wer Angst vor Gespenstern hat. Jonas hat angeblich keine. Lisa hingegen gibt zu, dass sie sich ein wenig vor ihnen fürchtet, aber sie kenne einen guten Trick dagegen. Ihr Vater habe ihr nämlich einen Stern geschenkt, den sie von überall sehen kann. Allein an den hellen Stern zu denken, vertreibe schon Dunkelheit und böse Geister. Jonas hält das für völligen Unsinn – aber als alle verkleidet durch den Gruppenraum toben, sieht man ihn sich an der Erzieherin festhalten. Und als es schließlich ins Bett gehen soll, sind sich alle Kinder einig: Im Flur muss das Licht anbleiben.

### Thema
Das Bilderbuch greift die kindliche Lust auf, sich zu verkleiden und sich gegenseitig Schrecken einzujagen. Das wiederum bildet für die Kinder im Buch den Anlass, ihre Angst vor der Dunkelheit und vor Gespenstern anzusprechen. Dabei werden zwei Möglichkeiten gefunden, wie sie selbst und ihre Eltern diesen Ängsten begegnen können.

### Ausstattung
Das Buch ist als Hardcover gebunden. Verteilt auf 24 Seiten im Din-A4-Format, sind die farbigen Illustrationen allesamt als randlose Doppelseiten angelegt. Der Text wiederum ist in die Bildseiten ohne weitere Abgrenzungen eingefügt.

## Kritik
Die deutschsprachige Originalversion des Bilderbuches wurde mehrfach in Deutschland, Luxemburg und in der Schweiz positiv besprochen.
Neben einigen Printmedien haben sich insbesondere auf Kinder- und Jugendliteratur ausgerichtete Organe, wie die nach Bundesländern geordneten Arbeitsgemeinschaften Jugendliteratur und Medien (AJuM) der GEW und ähnliche Einrichtungen der Bibliotheken in der Schweiz zum Buch geäußert.
So stellt ein Rundbrief des Verbandes evangelischer Büchereien in Hessen und Nassau fest, dass bei richtiger Vorbereitung für kleine Kinder der „Gruseleffekt“ so einer Geister- und Gespensternacht „sicher ganz erheblich sei“. Doch auf den Bildern seien „zum Glück die Kinder hinter den Masken immer noch erkennbar“, und das dürfte zusammen mit den angesprochenen „Tricks“ auch „sicher ängstlichen Bilderbuch-Betrachtern helfen, mit all den Gespenstern klarzukommen“. Die AJuM Bremen attestiert ebenfalls, das Buch sei „einfühlsam und kindgerecht geschrieben. Der Autor versteht es, das Thema Angst anschaulich und altersgerecht darzubringen“. Und zu den Bildern heißt es, sie seien „farbenfroh“ und „enthalten zahlreiche Details, die den Betrachter zum genauen Hinsehen und zum Sprechen animieren können.“ Woraus der nahezu gleichlautend argumentierende Jugendschriftenausschuss München den Schluss zog, das Bilderbuch sei ein „absolutes Muss für Kindergarten und Grundschule.“
Meist ähnlich freundlich wurden die anderssprachigen Ausgaben dieses Bilderbuches besprochen. Zur gekürzten Übersetzung des Textes durch J. Alison James in der englischen Ausgabe The Scary Sleepover gab es jedoch auch zwei kritische Stimmen. Am negativsten ist die von Hannah Hoppe, wonach „der Titel irreführend“ sei und „wenig Erschreckendes in der Geschichte passiere“, ferner sei „im Vergleich zu den anregenden Bildern der Text sehr flach“. Vicki Arkoff konzediert dem Bilderbuch hingegen, „eine sanfte Gutenachtgeschichte“ zu sein, die „vor dem Schlafengehen jedwede Nervosität beruhigen“ helfe. Allerdings weist sie gleich zu Anfang darauf hin, dass es sich offenkundig um eine übersetzte Geschichte aus Deutschland handele – denn „welche Eltern in den USA würden schon ihre Kinder im Kindergarten übernachten lassen?“ Alle anderen jedoch befanden ähnlich wie Sharon Salluzzo, dass dieses Bilderbuch wegen „seiner Kombination aus Phantasie und praktischen Maßnahmen im Umgang mit der Angst vor der Dunkelheit von den Kindern gewiss geliebt würde“.

## Ausgaben
- Geisterstunde im Kindergarten. Bilderbuch. Nord-Süd Verlag, Gossau Zürich 2002. ISBN 3-314-01151-2

### Übersetzungen
Das Bilderbuch wurde in fünf Sprachen übersetzt:
- J. Alison James (englisch): The Scary Sleepover. North-South Books, New York – London 2002. 
  - Hardcover-Ausgabe. North South Books. ISBN 0-7358-1712-X
  - Bibliotheksausgabe. North South Books. ISBN 0-7358-1713-8
  - Schultaschenbuchausgabe. Scholastic, New York ISBN 0-439-44863-8
- Anne Ruck-Sultan (französisch): Halloween à l'école. Édition Nord-Sud, Gossau Zürich 2002. ISBN 3-314-21536-3
- Alessandra Valtieri (italienisch): Halloween all'asilo. Nord-Sud Edizioni, Gossau Zürich 2002. ISBN 88-8203-504-2
- Sander Hendriks (niederländisch): Spoken in de speelzaal. De Vier Windstreken, Rijswijk 2002. ISBN 90-5579-684-0
- Andreja Sabati-Suster (slowenisch): Ples duhov v otroškem vrtcu. Kres, Ljubljana 2002. ISBN 86-7823-284-6